# Bert Williams (futbolista)
Bert Frederick Williams (31 de enero de 1920 - 19 de enero de 2014) fue un portero de la Selección de fútbol de Inglaterra. Apodado The Cat, pasó la mayor parte de su carrera como jugador en el Wolverhampton Wanderers, donde ganó el Campeonato de la Liga y la Copa FA. En el momento de su muerte, Williams era el más anciano del fútbol internacional inglés.

## Carrera inicial
Williams comenzó a jugar fútbol competitivo cuando aún era joven, como miembro de la 19.ª Wolverhampton Company of The Boys' Brigade (Bradley Methodist Church). Más tarde, se le ofreció la oportunidad de jugar por las reservas de Walsall, mientras jugaba para los de Thompson FC, el equipo oficial de la fábrica local donde trabajaba. Fue trasladado en forma permanente y se convirtió en profesional en abril de 1937.
El estallido de la Segunda Guerra Mundial detuvo su progreso, después de dos temporadas de juego, ya que se unió a la Royal Air Force y también actuó como instructor de entrenamiento físico. Encontró tiempo entre sus ocupaciones para llegar como invitado para los encuentros amistosos del Nottingham Forest y el Chelsea.

## Wolves e Inglaterra
Williams retomó a su carrera con la firma de la Primera División del Wolverhampton Wanderers en septiembre de 1945 por unos £ 3,500. Inmediatamente se convirtió en la primera opción en el club de Molineux, haciendo su debut oficial en la liga de fútbol el 31 de agosto de 1946 en una victoria por 6-1 sobre el Arsenal, un juego que fue también el debut en Wolves de Johnny Hancocks.
Ganó su primer título en 1949, ganando la Copa de Inglaterra después de derrotar a Leicester City. Parte del premio le fue recompensado siendo integrado al equipo de Inglaterra a finales de ese mes, cuando hizo su debut internacional el 22 de mayo de 1949 en un amistoso por 3-1 ante Francia. Se aferró a la camiseta de portero para la Copa Mundial de la FIFA de 1950, y en ese torneo jugó en la derrota sorpresa de Inglaterra a los Estados Unidos.
Ganó el título de liga con Wolves en las temporadas 1953-1954, 1957-1958 y 1958-1959. En total, hizo 420 apariciones con los Wolves.

## Después del fútbol
Después de terminar su carrera en el fútbol, abrió una tienda de deportes en Bilston, un centro deportivo y vivía cerca de Shifnal en Shropshire.
Williams fue nombrado Miembro de la Orden del Imperio Británico (MBE) en los Honores de Cumpleaños de 2010 por sus servicios a fútbol y a la caridad.